# Escuela Moderna de Música y Danza
La Sociedad Instituto Profesional Escuela Moderna de Música y Danza (EMMD), es una institución superior técnica profesional chilena, fundada el 10 de mayo de 1940, organizada como Instituto Profesional, constituida como una sociedad privada, accionista y autónoma, integrante de la Fundación Educación y Cultura.
La institución especializada en carreras de música y danza, fue fundada por los músicos, Elena Waiss, René Amengual, Alfonso Letelier y Juan Orrego Salas, en 1989, se organizó como Instituto Profesional y obtuvo su autonomía en 2004.
Actualmente se encuentra acreditado por la Comisión Nacional de Acreditación (CNA-Chile) por un período de 5 años (de un máximo de 7), desde octubre de 2021 hasta octubre de 2026.Está en la posición 69 de instituciones educativas chilenas según el ranking de Webometrics 2024.

## Historia

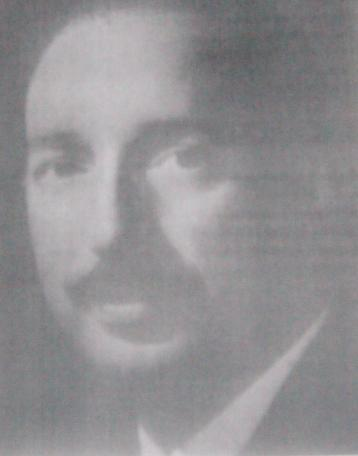
Rene Amengual Astaburuaga, cofundador de la Escuela Moderna de Música y Danza

La Escuela Moderna de Música y Danza fue fundada el 10 de mayo de 1940 por los músicos Elena Waiss, René Amengual, Alfonso Letelier y Juan Orrego Salas, quienes siguieron el ideal de dignificar la labor de los músicos que dedicaban su tiempo a la enseñanza musical.
En aquella época la enseñanza privada se realizaba en la casa de los alumnos, lo que hacía muy poco apropiado el trabajo del músico. Fue la primera institución de educación superior en Chile especializada en carreras de música y danza.
La EMMD impartía clases de piano, armonía y teoría como también de viola y violín, a cargo del maestro Zoltan Fischer. El Instituto Profesional priorizó, en esta área, especialmente la carrera de Arreglos Instrumentales y Composición en Música Popular; por ser la creación musical desde donde nace y se desarrolla la interpretación. Esto ha hecho posible que se combinen con gran afinidad las carreras de música popular con las carreras de música clásica, teniendo como resultado un nuevo estilo de compositor e intérprete. Durante esta época, se introdujeron sistemas como la «técnica Arrau» en piano, se amplió el repertorio y se enfatizó en la importancia de la partitura original, instaurando un sentido contemporáneo de la interpretación que se mantiene hasta hoy.
Fue la primera escuela de música que se constituyó en Chile como Instituto Profesional el 12 de diciembre de 1988. De esta manera, los titulados adquirieron el rango de músicos profesionales, tanto en el área clásica como en el área popular.
Ganó su autonomía en 2004 y en marzo de 2006, la EMMD inicia sus actividades en la Región de Valparaíso, con la apertura de su sede en Viña del Mar, ofreciendo las carreras del área de Música Popular.
En marzo de 2008, luego de más de 30 años formando alumnos en los niveles preparatorio y básicos de ballet y danza moderna, se incorpora a las carreras del Instituto la carrera de Intérprete en Danza, con bases técnicas en las áreas de Danza Clásica y Danza Contemporánea. El mismo año pasó a integrar la red de instituciones de Laureate International Universities, a la que pertenecen otros institutos profesionales y universidades privadas chilenas.
La sede Bellavista, ubicada en Providencia, abrió sus puertas en marzo de 2014, siendo la primera escuela de danza en Chile en contar con 8 amplias salas acondicionadas para impartir las carreras que desarrolla y que requieren especificaciones especiales.
El 11 de septiembre de 2020, el grupo Laureate International Universities, que además era dueño de la Universidad Andrés Bello, la Universidad de Las Américas, la Universidad Viña del Mar y el Instituto Profesional AIEP, finalizó sus operaciones en Chile y anunció el traspaso de sus instituciones en el país a la Fundación Educación y Cultura. Esta decisión se tomó en un contexto de movimientos estratégicos de la red a nivel global, que también implicó el cierre de las operaciones en España, Costa Rica, Australia, entre otros países.

## Sedes y carreras profesionales
| Sedes                 | Fundación | Dirección                 | Ciudad       | Carreras impartidas |
| --------------------- | --------- | ------------------------- | ------------ | --- |
| Casa Central Vitacura | 1996      | Avenida Luis Pasteur 5303 | Vitacura     | - Especialista en Arreglos Instrumentales y Composición de Música Popular - Intérprete Instrumental con mención en instrumentos de música popular - Intérprete en Canto Popular - Intérprete Musical Superior con mención en instrumentos de música clásica - Producción Musical y Gestión Artística |
| Sede Bellavista       | 2014      | Chucre Manzur             | Providencia  | - Intérprete en Danza con menciones |
| Sede Viña del Mar     | 2006      | Uno Oriente 584           | Viña del Mar | - Especialista en Arreglos Instrumentales y Composición de Música Popular - Intérprete Instrumental con mención en instrumentos de música popular - Intérprete en Canto Popular |

## Preuniversitario
La Escuela Moderna imparte planes de preuniversitario para estudiantes que quieran dedicarse a la música o danza:
- Preuniversitario Música: Instrumental
- Preuniversitario Música: Canto
- Preuniversitario Música: Composición

## Cursos y talleres
La institución cuenta con diversos talleres y cursos preparados para distintas edades:
- Curso de Fundamentos de la producción musical
- Curso de Instrumentos de música clásica
- Curso de Sensibilización musical
- Curso de Rítmica Jaques-Dalcroze
- Curso de Iniciación musical
- Taller de Instrumentos de música popular
- Taller de Instrumentos de música clásica
- Taller de Canto popular
- Taller de Canto Lírico
- Taller de Modern Jazz

## Educación continua
- Diplomado Comprovisation, Jazz & World Music
- Diplomado en Rítmica Jaques-Dalcroze
- Licenciatura en Artes Musicales EMMD y UNAB
- Programa de formación pedagógico en UC

## Convenios
- ALAEMUS Asociación Latinoamericana de Escuelas de Música
- Institut Jaques - Dalcroze
- Conservatorio LICEU – Conservatori Superior de Música del Liceu
- Universidad de las Artes de Cuba
- UNAB – Universidad Andrés Bello
- Instituto Chileno Sueco de Cultura
- Biblioteca Centro Gabriela Mistral
- Fundación Pablo Neruda
- Balmaceda Arte Joven
- Fundación CORPARTES
- Instituto Nacional de la Juventud
- Fundación de las Familias
- Corporación Cultural La Granja
- Corporación Cultural Comuna de Los Andes
- Corporación Cultural Comuna Talagante
- Fundación Cultural de Rengo
- Corporación Cultural Los Vilos
- Carabineros de Chile

## Vinculaciones
- Fundación de Educación y Cultura
- Sociedad Instituto Profesional AIEP
- Universidad Andrés Bello